# Canna × generalis
Canna × generalis o achira es una notoespecie de planta herbácea rizomatosa creada a mediados del siglo XIX con fines ornamentales.

## Descripción
Planta herbácea, rizomatosa, con tallos de hasta 2 m de altura. Hojas elípticas, de 45 × 25 cm, con la base estrechándose en una vaina y el ápice agudo o acuminado. Sépalos de unos 2 cm de longitud; pétalos de 4-5 cm de largo, erectos pero con los márgenes recurvados. Tubo de menos de 1,5 cm de longitud. Estaminodios 4, los 3 exteriores de hasta 10 cm de largo y 5,5 cm de ancho, blancos, amarillos, rojos o rosados, a veces con los bordes de otro color; estaminodio interior de 8 cm de longitud y 3 cm de anchura, recurvado en el ápice, a veces de un tono más oscuro que los estaminodios exteriores y listado o manchado con otro color. Filamento petaloide recurvado en el ápice, de 1,5 cm de anchura. Cápsula de 2-3 cm de largo.
Esta es una descripción típica y general, ya que bajo esta denominación se engloban todo un amplio complejo de híbridos hortícolas muy variable, desde bajos y achaparrados hasta altos y esbeltos, con hojas de color gris glauco y coriáceas
hasta purpúreas y de textura delgada, con flores pequeñas de segmentos estrechos a flores grandes con segmentos
rizados, en colores que varían del amarillo pálido al anaranjado o rojo escarlata.

## Origen
Las achiras creadas por Année (híbridos entre C. indica y C. glauca) y por Ehemann (híbridos entre C. iridiflora and C. warscwiczii) surgieron en 1848 y 1863, respectivamente. Aunque ambos tipo de híbridos eran muchos más atractivos que las especies parentales, todavía las flores de los mismos eran muy pequeñas. Un gran desarrollo se logró para 1868 cuando fueron lanzadas al mercado las achiras denominadas "crozy", "gladiolus" o "francesas enanas" (denominadas colectivamente como C. × generalis Bailey). Este grupo surgió a partir de cruzamientos y retrocruzamientos entre los dos primeros grupos y contenía diploides, triploides y heterocigotas complejos para reordenamientos cromosómicos.  Más tarde se introdujo una nueva especie a este grupo, C. flacida, lo que dio como resultado el desarrollo para 1872 de las denominadas achiras "italianas", "Iris", "orquídeas" o de "flores gigantes" (agrupadas bajo el nombre de C. × orchiodes Bailey, hoy considerado un simple sinónimo de C. × generalis). Genéticamente, estas variedades eran diploides desinápticos estériles o alotriploides. 

## Sinonimia
Hay quienes consideran, incluyendo al propio L.H. Bailey, dos grupos de híbridos. Los englobados bajo Canna × generalis , que tienen flores de hasta 10 cm de diámetro, no tubulares en su base, con pétalos no reflejos, con los estaminodios petaloides erectos o extendidos y los englobados bajo la denominación Canna × orchiodes , que tienen flores muy grandes, de base tubular y con pétalos reflejos, generalmente manchados o moteados, con los estaminodios petaloides ondulados, siendo el labelo de mayor longitud. Pero a medida que se han sucedido los cruces, las diferencias entre ambos grupos son cada vez menos marcadas, englobándose normalmente todos los híbridos bajo Canna ×  generalis por esta razón.